# Un éléphant ça trompe énormément
Cet article possède un paronyme, voir Un éléphant ça trompe.
Série
Nous irons tous au paradis
(1977)
Pour plus de détails, voir Fiche technique et Distribution.
Un éléphant ça trompe énormément est un film français réalisé par Yves Robert, sorti en 1976.
« Chronique très agitée des démêlés de certains hommes avec certaines femmes qui ne sont pas nécessairement les leurs », selon les mots du scénariste Jean-Loup Dabadie, le film raconte l'amitié de quatre quadragénaires amateurs de tennis, tous confrontés à une situation difficile dans leur vie privée. La bande de « copains » est incarnée par Jean Rochefort, Claude Brasseur, Guy Bedos et Victor Lanoux, tandis que Danièle Delorme, Anny Duperey et Marthe Villalonga tiennent les principaux rôles féminins.
Lors des Césars 1977, Claude Brasseur remporte le César du meilleur acteur dans un second rôle pour son interprétation de l'un des premiers personnages homosexuels « positifs » du cinéma français.
À sa sortie, le film remporte un énorme succès en France ainsi qu'à l'étranger, à tel point que Gene Wilder en a réalisé un remake intitulé La Fille en rouge en 1984. En 1977, Yves Robert donna une suite au film, Nous irons tous au paradis, qui fut à son tour un triomphe.

## Synopsis
Étienne Dorsay (Jean Rochefort), juché en peignoir sur la corniche d'un immeuble cossu de l'avenue de la Grande-Armée, narre son aventure.
Ayant dépassé la quarantaine, le flegmatique et guindé Étienne arpente l'existence entre ses heures de bureau au ministère, sa fidélité maritale à Marthe (Danièle Delorme), légèrement désœuvrée, qui a repris des études et termine un diplôme à l'université, et son rôle de père de deux jeunes filles. Il tombe pourtant amoureux fou de Charlotte (Anny Duperey), une belle jeune femme élancée, mannequin d'une campagne publicitaire publique, juste entraperçue dans un parking, vêtue de rouge. 
Étienne partage sa passion du tennis avec ses trois meilleurs amis : Simon (Guy Bedos), médecin hypocondriaque qui étouffe sous les perpétuelles intrusions dans sa vie de sa mère, Mouchy (Marthe Villalonga), caricature de mère pied-noir jalouse et envahissante, Daniel (Claude Brasseur), vendeur de voitures qui ne parvient plus longtemps à cacher à ses amis qu'il est homosexuel, et Bouly (Victor Lanoux), machiste et séducteur impénitent, qui tombe de haut puis enrage quand il découvre que son épouse, Marie-Ange (Anne-Marie Blot), a quitté le domicile conjugal avec meubles et enfants. 
Marthe, qui s'investit dans l'obtention de son diplôme, est harcelée par Lucien, un adolescent de dix-sept ans au discours très affirmé et épris d'elle (Christophe Bourseiller).
Étienne est déchiré entre son désir pour Charlotte et sa fidélité à Marthe. Bien que méprisant les hommes volages, il fait tout pour rencontrer Charlotte puis pour obtenir un rendez-vous. En dépit des quiproquos, imprévus et malentendus qui s'enchaînent pour contrarier les choses, notamment avec l'amour déçu d'Esperanza, sa collaboratrice (Martine Sarcey), Étienne et Charlotte succombent finalement à leurs charmes réciproques, pour une aventure agréable mais sans lendemain.
Après une nuit inoubliable dans l'appartement de Charlotte, qui donne sur l'Arc de Triomphe, il s'avère que Charlotte n'est pas le vrai nom de la jeune femme, qu'elle est, elle aussi, mariée et que son époux revient de voyage de manière impromptue, acculant Étienne, en peignoir, sur la corniche longeant l'immeuble. 
Les badauds qui le remarquent ainsi, finissent par se masser. La télévision et la radio arrivent ainsi que les pompiers. Étienne les regarde d'un air amusé, tout en imaginant les conquêtes possibles parmi la foule. Son aventure cocasse fait le tour des télévisions, révélant en direct sa conduite à ses amis, ainsi qu'à son épouse Marthe et à ses filles.
Les pompiers ayant déployé un filet de sécurité, puis Charlotte alias Simone repartant finalement avec son mari, Étienne saute. Lors de sa chute, il entrevoit, philosophe, l'amorce d'une vie nouvelle.

## Fiche technique
- Titre : Un éléphant ça trompe énormément
- Réalisation : Yves Robert
- Assistant réalisateur : Élie Chouraqui, Maurice Illouz
- Scénario : Jean-Loup Dabadie et Yves Robert
- Photographie : René Mathelin
- Montage : Gérard Pollicand
- Musique : Vladimir Cosma
- Décors : Jean-Pierre Kohut-Svelko
- Costumes : Nadine Desalles
- Son : Bernard Aubouy
- Coordinateur des combats et des cascades : Claude Carliez et son équipe
- Producteurs : Yves Robert pour la Guéville et Alain Poiré pour Gaumont
- Pays de production :  France
- Langue : français
- Format : 35 mm -   - Ratio : 1.66:1
- Format : couleur (Eastmancolor)  — 35 mm — 1,66:1 — Son : Mono
- Genre : comédie romantique
- Durée : 110 minutes
- Date de sortie : 
  - France : 22 septembre 1976
- Affiche : René Ferracci (France)

## Distribution
| - Jean Rochefort : Étienne Dorsay - Claude Brasseur : Daniel - Guy Bedos : Simon Messina - Victor Lanoux : Boulifet, dit Bouly - Danièle Delorme : Marthe Dorsay, l'épouse d'Étienne - Anny Duperey : Charlotte/Simone - Martine Sarcey : Esperanza - Marthe Villalonga : Mouchy Messina, la mère de Simon - Louise Conte : la marraine d'Étienne - Christophe Bourseiller (crédité "Christophe Bruce") : Lucien - Maurice Bénichou : Gonthier - Jean Lescot : Jouglen, le patient inquiet - Catherine Verlor : Stéphanie Dorsay, la fille aînée d'Étienne - Pascale Reynaud : Delphine Dorsay, la fille cadette d'Étienne - Richard Saint-Bris : Charles, le compagnon de Mouchy - Jean Lanier : Deschanels - Anne-Marie Blot : Marie-Ange, l'épouse de Bouly - Hélène Calzarelli : Mlle Pintard, la secrétaire d'Étienne - Jean-Claude Magret : Deplech, un collaborateur d'Étienne - Anémone : la concierge | - Gerald Calderon : le compagnon de Daniel - Bernard Charlan : le capitaine des pompiers - Marie-Thérèse Orain : la serveuse du Cintra - Jean-François Dérec : le jeune homme qui veut alerter les pompiers - Pierre Malet : Éric - Jean-Paul Solal : le mari de Charlotte - Carina Barone : la photographe - Maurice Illouz : le barman - Claude Carliez : l'homme qui gifle Simon - Eric Vasberg : homme qui se bat dans la rue - Lionel Vitrant : homme qui se bat dans la rue - Antoine Baud : homme qui se bat dans la rue - Michel Berreur : homme qui se bat dans la rue - Michel Renoma : le couturier - Michel Zeppa : le garçon du bar l'Ascot des Champs-Élysées - Paul Hébert - Stéphane Francis |

## Production et réalisation

### Genèse et développement
« La chronique très agitée des démêlés de certains hommes avec certaines femmes qui ne sont pas nécessairement les leurs. »

— Jean-Loup Dabadie, résumant le film.
Après avoir coécrit Clérambard (1969) et Salut l'artiste (1973), le réalisateur Yves Robert et son scénariste Jean-Loup Dabadie envisagent un film sur l'amitié entre hommes. Très porté sur l'esprit de bande, Yves Robert avait déjà réalisé sur le sujet le film Les Copains (1965), d'après un roman de Jules Romains, et qui avait donné la célèbre chanson de Georges Brassens. Au cours d'une discussion, ils remarquent être tous deux « dégoûtés du système », fatigués des producteurs et des « acteurs-patrons » superstars exigeants, coûteux et difficiles à gérer, tels que Alain Delon ou Jean-Paul Belmondo : ils voudraient tourner avec des amis, « de bons acteurs avec lesquels on aime manger, rigoler ». Dabadie propose les noms de ses amis Guy Bedos et Claude Brasseur et Robert suggère son « cher Jean-Jean », Jean Rochefort,. S'ajoute ensuite Victor Lanoux.
Jean-Loup Dabadie explique qu'ils élaborent un « film d'hommes » mais « qui ne soit pas à leur gloire. Le but était de faire rire de leurs mensonges, de leurs lâchetés, de leur vanité, de leurs faiblesses et même de cette amitié dans laquelle ils trouvent parfois salut ou réconfort ». À l'instar de Michel Audiard, Dabadie écrit les personnages et leur dialogue d'après les personnalités et jeu d'acteur de leurs interprètes déjà connus et amis, du « sur-mesure » selon Guy Bedos. Dabadie résume : « J'ai exagéré le côté petit bonhomme de Guy, le côté hautain de Jean, le côté populaire de Lanoux… Et, évidemment, savoir que mon personnage d’homosexuel serait joué par Brasseur, le plus baraqué de tous, m’a beaucoup aidé ». De même, il s'inspire des véritables relations entre Guy Bedos et sa mère pour écrire les scènes de la mère juive de Simon, bien que Bedos juge que sa mère était « plus snob » « bien plus méchante ». Dabadie et Robert aboutissent à ce qu'ils appellent « un vaudeville d’aujourd'hui », centré sur un petit bourgeois quadragénaire désirant tenter l'adultère, entouré de trois amis qui servent de contrepoints, ou d'interlocuteurs sur ses questions ou angoisses.
L'apparition de la femme qui va déclencher l'envie d'adultère d'Étienne Dorsay vient d'un souvenir personnel d'Yves Robert, qui, à dix-huit ans, avait vu de loin en vacances une fille qui ressemblait trait pour trait à la femme idéale qu'il s’était inventée, mais il n'a pas osé lui parler. Il agrémente aussi le scénario d'un canular qu'il pratiquait souvent dans sa jeunesse à Saint-Germain-des-Prés, lorsqu'il allait dans des cafés en se faisant passer pour un aveugle anxieux, détruisant tout sur son passage,. Claude Brasseur raconte avoir lui aussi effectué ce genre de plaisanterie étant jeune. Surtout, Yves Robert trouve tardivement la raison de l'amitié des quatre personnages : « Un beau jour, j'accompagne Jean-Loup [Dabadie] au tennis. Pierre Bouteiller faisait équipe avec lui, face à Bertrand Poirot-Delpech et, je crois bien, Gilles Jacob. J'assiste à leur match, des cris, des rires, des insultes, des tapes, des petites tricheries. Des gamins en culottes courtes. Au vestiaire, je vois les trois mecs à poil déconnant sous la douche, le quatrième, plus pudique, déjà enveloppé dans une serviette. Je dis à Jean-Loup : « Nos “éléphants” sont amis parce qu'ils jouent au tennis, c'est ça qui les a réunis ». Il évite ainsi la classique amitié du cinéma français dans un bistrot. « Une fois dans un vestiaire de tennis, en culottes courtes, [ces quadras] ce sont des enfants dans une cour d'école. Ça commence à chambrer à se raconter des histoires… et les femmes se disent : ça lui fait du bien il va jouer au tennis. C'est ce qui engendrait toutes leurs mésaventures ! » énonce Jean-Loup Dabadie.
Comme à son habitude, Jean-Loup Dabadie prend un long moment dès les premières séances d'écriture du scénario pour établir le titre, une bonne entrée en matière selon lui. Il trouve le titre lui-même, d'après les paroles de la comptine « Un éléphant, ça trompe », fréquemment utilisée comme chanson de marche chez les scouts, « une réminiscence de l'amour d'Yves pour l’enfance et de sa Guerre des boutons » — et en parfaite adéquation avec l'histoire.
Claude Brasseur, Yves Robert et Claude Sautet, voulaient confier le rôle de l'amant de Daniel au journaliste Pierre Bénichou, meilleur ami de Brasseur.

### Tournage
- Un technicien propose d'essayer la soufflerie, avant que Charlotte fasse voleter sa robe ; au premier essai, la grille vole jusqu'au plafond, ce qui aurait causé à l'actrice de probables blessures[8].
- Lorsqu'Étienne saute à cheval au-dessus d'une famille en pique-nique, il s'agit de la propre famille de Jean Rochefort[8]. Il voulait des figurants ayant parfaitement confiance en lui, pour être sûr qu'aucun ne bouge et éviter tout risque d'accident.
- La scène finale avec Étienne sur la corniche de l'immeuble de Charlotte a été très difficile pour Jean Rochefort. En effet, bien qu'il ait été attaché à un harnais de sécurité, l'acteur souffrait de tremblements et même d'étourdissements. Aussi chaque fois qu'Yves Robert le rejoignait, il se plaquait sur le ventre. Mais en bon professionnel, Jean Rochefort a tout de même pu jouer sa scène.

Le film est notamment tourné aux endroits suivants : 
- 5e arrondissement de Paris : scène de l’anniversaire, sortie immeuble de la marraine d’Étienne Dorsay, angle rue Larrey et 8 place du Puits-de-l'Ermite, en face de la Grande Mosquée de Paris, faculté de droit place du Panthéon.
- 6e arrondissement de Paris : une des sorties du jardin du Luxembourg, rue Guynemer, probablement la sortie haute de la rue au niveau du croisement avec le boulevard Raspail.
- 8e arrondissement de Paris : place de la Concorde et le bar Ascot, 66 rue Pierre-Charron.
- 16e arrondissement de Paris : la sortie des classes du lycée Jean-de-La-Fontaine, place de la Porte Molitor.
- 17e arrondissement de Paris : intérieur appartement de Charlotte/Simone et rebord de fenêtre (corniche) de son appartement, angle 4 avenue de la Grande-Armée et 32 rue de Tilsitt.
- Place Charles-de-Gaulle (partagée entre les trois précédents arrondissements de Paris).
- Bureaux de la Colline à Saint-Cloud (Hauts-de-Seine) : intérieur des bureaux du Ministère et la scène de la sortie sous la pluie de Jean Rochefort.
- Rue du Commandant Lareinty à Saint-Cloud (Hauts-de-Seine) : l'affiche pour laquelle a posé Anny Duperey est apposée sur le grillage au-dessus de la voie de chemin de fer.
- Mairie de Choisy-le-Roi (Val-de-Marne) : le mariage de la mère de Simon.
- Les scènes de cavalcade entre Etienne et Charlotte ont été tournées en forêt de Rambouillet à proximité de Saint-Léger-en-Yvelines comme en témoignent les poteaux indiquant Pecqueuse et la Harasserie. Jean Rochefort, grand amateur de chevaux a possédé une propriété dans la région. Par ailleurs dans cette scène, Jean Rochefort monte un vrai cheval tandis qu'Anny Duperey (filmée au premier plan) chevauche un mannequin monté sur un véhicule. L'actrice a elle-même simulé ses bondissements durant la cavalcade.

### Bande originale
Vladimir Cosma compose la bande originale d’Un éléphant ça trompe énormément après avoir mis en musique pour Yves Robert les films Alexandre le Bienheureux (1968), Clérambard (1969), Le Grand Blond avec une chaussure noire (1972), Salut l'artiste (1973) et Le Retour du Grand Blond (1974).
Pour la scène où Étienne découvre la « dame en rouge », Cosma compose un thème, Hello Marylin, intégrant des bruits de vagues et de cris de mouettes. Yves Robert les supprime au mixage, étant convaincu par plusieurs personnes que le bruit de vagues, sans images de la mer, faisait plutôt penser à une chasse d'eau tirée. Le compositeur obtient néanmoins que les bruits de mer et d'oiseaux restent dans la musique pour une première projection deux jours plus tard à la Gaumont. Lors de cette projection, l'association imaginée par Cosma produit l'effet désiré, le rire de toute la salle, et est ensuite conservée dans le film fini.
Seules deux pistes de la bande originale sont d'abord publiées, Hello Marylin et la Ballade de l'éléphant, sur un disque 45 tours, en 1976. Une parution plus complète a lieu l'année suivante, dans un disque LP 33 tours, comprenant la musique de la suite Nous irons tous au paradis et de ce premier film. Cette bande originale des deux films est éditée en CD en 1992 chez Pomme Music, avec un titre alternatif supplémentaire du deuxième film, et ré-éditée en 2002,. La musique d’Un éléphant ça trompe énormément et Nous irons tous au paradis est ré-éditée chez Larghetto Music en 2016, sans changements, dans un CD l'associant à la composition de Cosma pour Le Bal des casse-pieds (1992), avant-dernier film d'Yves Robert. Figurant parmi les musiques emblématiques de Vladimir Cosma, la musique d’Un éléphant ça trompe énormément apparaît dans chaque compilations ou coffrets consacrés au compositeur, principalement représentée par le thème Hello Marylin, ou dans ses concerts,,,,,.

## Accueil et exploitation

### Box-office
En un an d'exploitation, Un éléphant ça trompe énormément comptabilise 2,8 millions d'entrées.
| Semaine | Semaine                           | Rang | Entrées | Cumul             | no 1 du box-office hebdo.         |
| ------- | --------------------------------- | ---- | ------- | ----------------- | --------------------------------- |
| 1       | 22 septembre au 28 septembre 1976 | 3e   | 112 223 | 112 223 entrées   | Cours après moi que je t'attrape  |
| 2       | 29 septembre au 5 octobre 1976    | 1er  | 258 922 | 371 145 entrées   | Un éléphant ça trompe énormément  |
| 3       | 6 octobre au 12 octobre 1976      | 1er  | 294 574 | 665 719 entrées   | Un éléphant ça trompe énormément  |
| 4       | 13 octobre au 19 octobre 1976     | 2e   | 279 527 | 945 246 entrées   | Le Corps de mon ennemi            |
| 5       | 20 octobre au 26 octobre 1976     | 2e   | 251 537 | 1 196 783 entrées | Le Corps de mon ennemi            |
| 6       | 27 octobre au 2 novembre 1976     | 4e   | 295 598 | 1 492 381 entrées | L'Aile ou la Cuisse               |
| 7       | 3 novembre au 9 novembre 1976     | 5e   | 174 434 | 1 666 815 entrées | L'Aile ou la Cuisse               |
| 8       | 10 novembre au 16 novembre 1976   | 3e   | 206 759 | 1 873 574 entrées | L'Aile ou la Cuisse               |
| 9       | 17 novembre au 23 novembre 1976   | 5e   | 119 269 | 1 992 843 entrées | L'Aile ou la Cuisse               |
| 10      | 24 novembre au 30 novembre 1976   | 5e   | 119 261 | 2 112 104 entrées | L'Aile ou la Cuisse               |
| 11      | 1er décembre au 7 décembre 1976   | 5e   | 104 168 | 2 216 272 entrées | L'Aile ou la Cuisse               |
| 12      | 8 décembre au 14 décembre 1976    | 9e   | 71 851  | 2 288 123 entrées | L'Aile ou la Cuisse               |
| 13      | 15 décembre au 21 décembre 1976   | 10e  | 62 006  | 2 350 129 entrées | La Belle et le Clochard (reprise) |
| 14      | 22 décembre au 31 décembre 1976   | 14e  | 103 473 | 2 453 602 entrées | King Kong                         |
| 15      | 1er janvier au 4 janvier 1977     | 13e  | 43 684  | 2 497 286 entrées | King Kong                         |
| 16      | 5 janvier au 11 janvier 1977      | 18e  | 41 301  | 2 538 587 entrées | King Kong                         |
| 17      | 12 janvier au 18 janvier 1977     | 24e  | 27 972  | 2 566 559 entrées | King Kong                         |
| 18      | 19 janvier au 25 janvier 1977     | 24e  | 26 757  | 2 593 316 entrées | King Kong                         |
| 19      | 26 janvier au 1er février 1977    | 29e  | 22 410  | 2 615 726 entrées | King Kong                         |

### Postérité
Avec Vincent, François, Paul... et les autres (1974), Un éléphant ça trompe énormément pose les bases du « film de potes » à la française, sous-genre du cinéma français de comédies sur l'amitié masculine. Ont ainsi suivi Mes meilleurs copains (1989), Le Cœur des hommes (2003) et ses deux suites, les quatre La Vérité si je mens !, ainsi que Les Petits Mouchoirs (2010) et sa suite, et d'autres. Jean-Loup Dabadie n'apprécie que peu cette lignée de comédies née de ses films.

## Autour du film

### Contexte et analyses
- Le film est largement commenté en voix off par Jean Rochefort ; le contraste entre ce qu'il présente (toujours à son avantage) et ce que voit le spectateur (souvent rocambolesque) constitue l'un des ressorts comiques du film[21].
- Jean Rochefort juge que le film reflète bien son époque, qu'il incarne le « bourgeois type de ces années-là, entre Pompidou et Giscard »[22].
- Après lecture du scénario, Jean Rochefort a dit à Yves Robert : « J’ai eu une émotion profonde. C’est un grand scénario. C’est une comédie et vous avez fait œuvre d’humaniste »[23].
- Yves Robert coscénariste et réalisateur s'est inspiré d'un souvenir personnel de jeunesse, une histoire d'amour impossible ; il était également l'époux de Danièle Delorme, qui tient le rôle de Marthe, la femme d'Étienne.
- Le film et sa suite sont connus dans les pays anglophones sous des titres pseudo-français : Pardon Mon Affaire et Pardon Mon Affaire, Too! En 1984, Gene Wilder en a réalisé un remake intitulé La Fille en rouge (The Woman in Red).
- Marthe Villalonga, qui joue la mère de Guy Bedos, n’avait en réalité que deux ans de plus que lui.